# Droga wojewódzka nr 602
Droga wojewódzka nr 602 (DW602) – droga wojewódzka w północnej Polsce w województwie pomorskim przebiegająca przez teren powiatów sztumskiego (gmina Sztum) i kwidzyńskiego (gmina Ryjewo). Droga ma długość 8 km. Łączy miejscowość Mątowskie Pastwiska z drogą wojewódzką 603.

## Przebieg drogi
Droga rozpoczyna się w miejscowości Mątowskie Pastwiska, gdzie odchodzi od drogi wojewódzkiej 525. Następnie kieruje się w stronę północną i po 8 km dołącza się do drogi wojewódzkiej nr 603 w miejscu oddalonym o 6 km na zachód od Sztumu. 

## Miejscowości leżące przy trasie DW602
- Mątowskie Pastwiska
- Borowy Młyn
- Barcice
- Benowo